# Гуфорс
Гуфорс (швед. Hofors) — містечко (tätort, міське поселення) у центральній Швеції в лені Євлеборг. Адміністративний центр комуни Гуфорс.

## Географія
Містечко знаходиться у південній частині лена Євлеборг за 221 км на північний захід від Стокгольма.

## Історія
Місто Гуфорс розвивалося навколо металургійних промислових підприємств із XVII століття. З часом місцевий завод перетворився на одне з найбільших у Швеції підприємства залізних виробів і дочірню компанію SKF.

## Герб міста
Герб ландскомуни Гуфорс отримав королівське затвердження 1968 року.
Сюжет герба: у золотому полі чорна квітка з вісьмома круглими пелюстками.
Круглі пелюстки вказують на кулі з Герба Єстрікланду. Чорний колір уособлює поклади залізної руди.
Після адміністративно-територіальної реформи, проведеної в Швеції на початку 1970-х років, муніципальні герби стали використовуватися лишень комунами. Цей герб був 1971 року перебраний для нової комуни Гуфорс.

## Населення
Населення становить 6 230 мешканців (2018).

## Спорт
У поселенні базується футбольний клуб Гуфорс АІФ, гокейний Гуфорс ГК та інші спортивні організації.

## Галерея

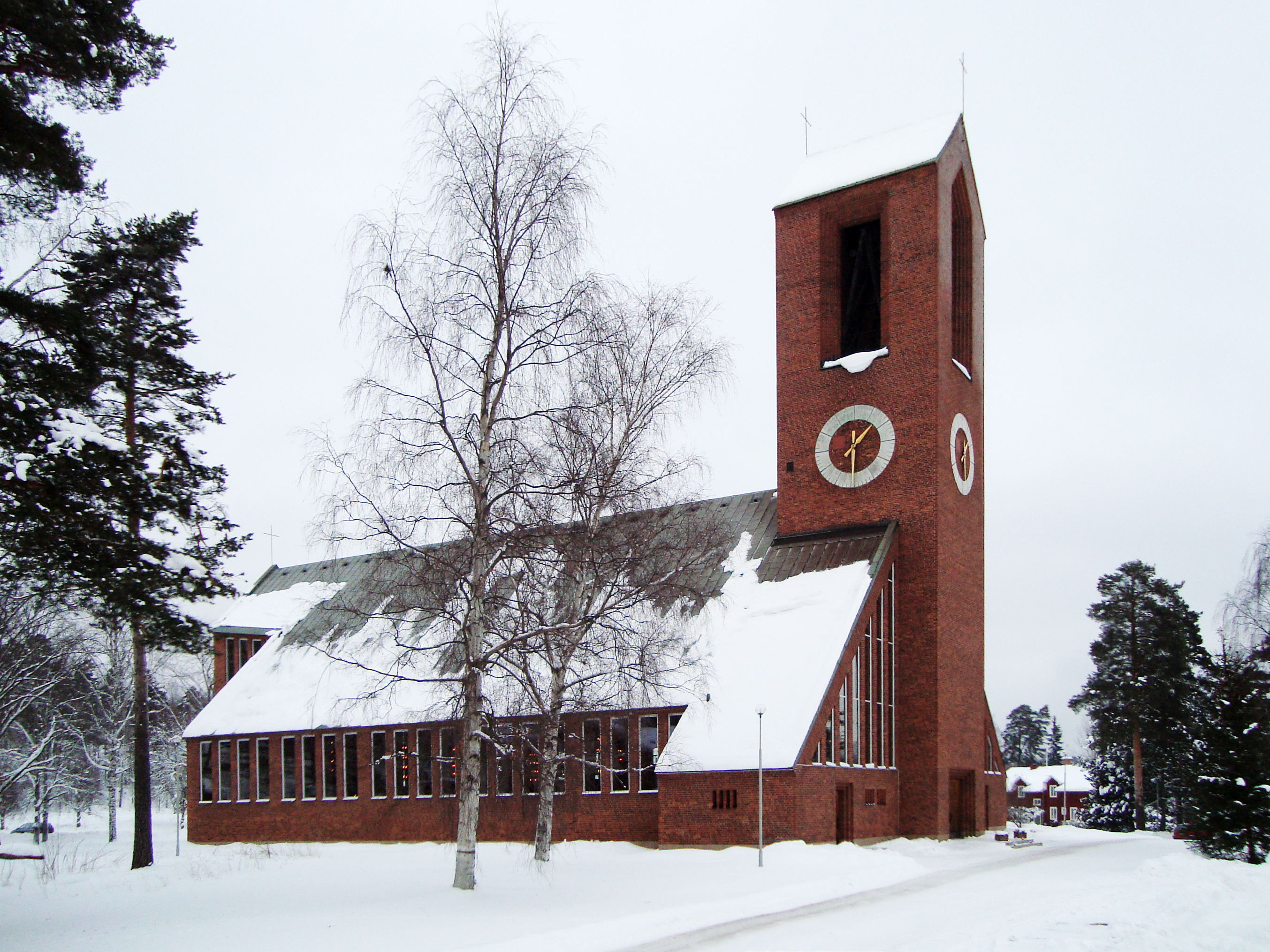
Церква
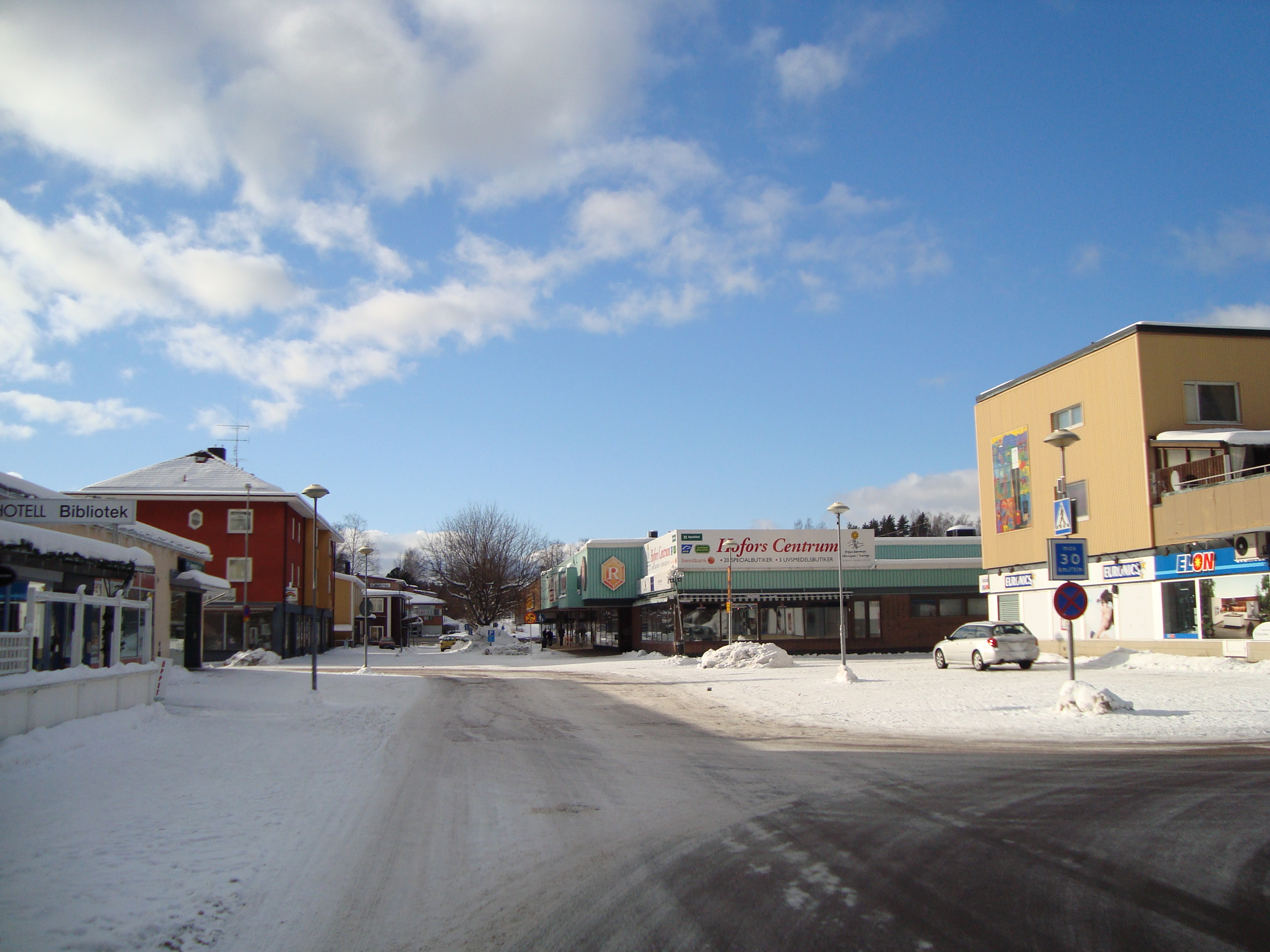
У центрі містечка
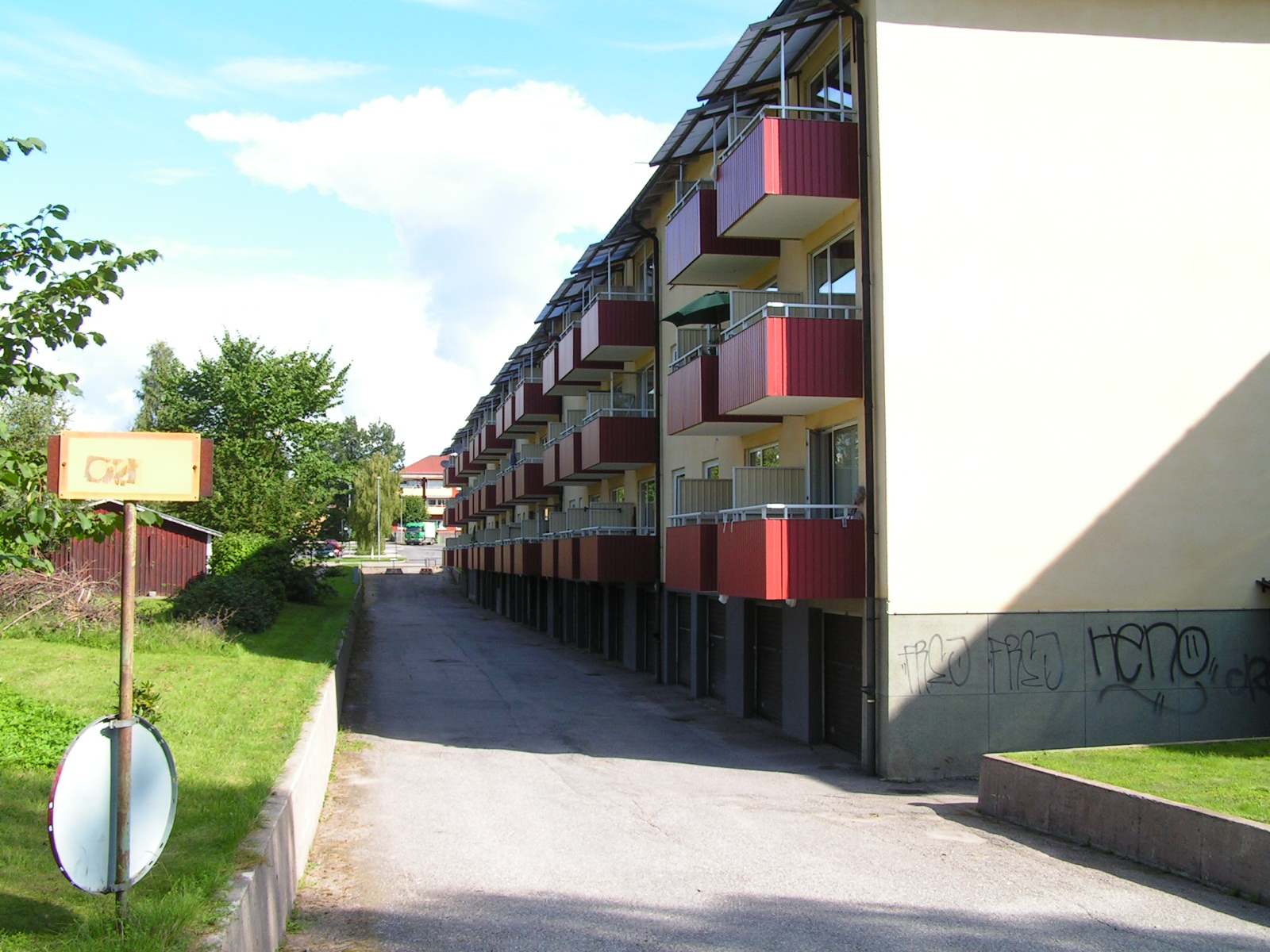
Вулиця Бреннкеррсгаттан

[

## Покликання
- Сайт комуни Гуфорс [Архівовано 9 червня 2022 у Wayback Machine.]